# Požarkovec
Požarkovec es una localidad de Croacia en el municipio de Veliko Trgovišće, condado de Krapina-Zagorje.

## Geografía
Se encuentra a una altitud de 173 m s. n. m. a 50,2 km de la capital nacional, Zagreb.

## Demografía
En el censo 2011, el total de población de la localidad fue de 112 habitantes.